# Pachira liesneri
Pachira liesneri är en malvaväxtart som först beskrevs av Julian Alfred Steyermark, och fick sitt nu gällande namn av W.S. Alverson. Pachira liesneri ingår i släktet Pachira och familjen malvaväxter. Inga underarter finns listade i Catalogue of Life.